# قرار مجلس الأمن التابع للأمم المتحدة رقم 1749
قرار مجلس الأمن التابع للأمم المتحدة رقم 1749، المتخذ بالإجماع في 28 مارس 2007.

## القرار
ورحب مجلس الأمن بالتطورات الإيجابية في رواندا وفي جميع أنحاء منطقة البحيرات الكبرى.
بموجب الفصل السابع من ميثاق الأمم المتحدة، اتخذ مجلس الأمن بالإجماع القرار 1749 (2007)، الذي قرر الإنهاء الفوري للتدابير المنصوص عليها في الفقرة 11 من القرار 1011 (1995)، الذي طلب من الدول إخطار «جميع صادرات الأسلحة أو العتاد ذات الصلة من أراضيها إلى رواندا إلى اللجنة المنشأة بموجب القرار 918 (1994)»، وأن «تقوم حكومة رواندا بوضع علامة على الأسلحة والعتاد ذات الصلة وتسجيلها وإخطار اللجنة بها».
رحب المجلس بالتوقيع في كانون الأول / ديسمبر في نيروبي، كينيا على ميثاق على مستوى المنطقة بشأن الأمن والاستقرار والتنمية في القمة الثانية للمؤتمر الدولي لمنطقة البحيرات الكبرى.
وشجع مجلس الأمن الموقعين على التصديق على هذا الميثاق في أقرب وقت ممكن والعمل على تنفيذه على وجه السرعة، وكرر مجلس الأمن دعوته دول المنطقة إلى زيادة تعميق تعاونها بهدف توطيد السلام، وشدد على حاجة تلك الدول ضمان عدم تحويل الأسلحة والأعتدة ذات الصلة المسلمة إليهم إلى الجماعات المسلحة غير الشرعية أو استخدامها من قبلها.

## روابط خارجية
- نص القرار في undocs.org